# Васил Левски (буксир-тральщик, 1944—1945)
Буксир-тральщик «Васил Левски» (болг. миночистачен кораб-влекач «Васил Левски») — один из тральщиков военно-морского флота Болгарии во время второй мировой войны.

## История
Буксир был построен в 1915 году в Голландии, но в связи с боевыми действиями первой мировой войны был доставлен в Болгарию только в 1917 году.
В дальнейшем, он был передан Дирекции портовых буксиров, укомплектован экипажем, а затем мобилизован в состав военно-морского флота, предполагалась возможность его переоборудования в минный заградитель, однако 29 сентября 1918 года в Салониках Болгария подписала перемирие со странами Антанты. По его условиям болгарская армия была обязана немедленно оставить все занятые территории Сербии и Греции, провести демобилизацию, а всё вооружение и боеприпасы должны были складироваться под контролем войск Антанты. 30 сентября 1918 года перемирие вступило в силу, и судно возвратили в Варну, где до 1944 года оно использовалось как портовый буксир.
После присоединения Болгарии к Антигитлеровской коалиции в сентябре 1944 года, буксир был вновь включён в состав военно-морского флота, однако в связи с технической неисправностью — оставлен в порту Русе (при этом, часть команды была переведена на буксир-тральщик «Цибър»). В дальнейшем, он был отремонтирован и переоборудован в катер-тральщик. 10 ноября 1944 года он был зачислен в состав советской Дунайской военной флотилии под обозначением ЭМТЩ-663. Судно принимало участие в разминировании русла реки Дунай, провело по реке 60 конвоев.
В августе 1945 года корабль был демобилизован и передан организации «Нефтотранспорт».

## Описание
Корабль представлял собой 103-тонный паровой буксир с металлическим корпусом, оснащённый электромагнитным и акустическим тралами. Экипаж в качестве буксира составлял 7 человек (в качестве тральщика — 10 человек).